# Javier Grandoli
Javier Anibal Grandoli (Paraná, Argentina, 25 de julio de 1969) es un exfutbolista argentino, que jugaba de delantero, teniendo pasos en diferentes equipos de Argentina y Chile. Es el máximo goleador histórico de Provincial Osorno.

## Trayectoria
Comenzó su carrera profesional en su país natal, Argentina. Entre 1980 y 1985 defendió los colores de Belgrano, para en 1986 jugar en el Atlético Paraná de su ciudad natal. Para 1986, se trasladó a Chile, en donde desarrolló el resto de su carrera. En 1986 firma con Fernández Vial de la Primera División, para la siguiente temporada defender la camiseta de Lota Schwager en la misma división.
En 1988 recibe el llamado de Fernando Cavalleri y firma con Provincial Osorno de la entonces Segunda División. En el equipo osornino jugó por cuatro temporadas, donde marcó 54 goles y logró ascender a la primera división como campeón de la Segunda División en 1990. Los años siguientes defendió las camisetas de Deportes Arica (1992), Deportes La Serena (1993) y Deportes Ovalle (1994).

## Clubes
| Club               | País      | Año       |
| ------------------ | --------- | --------- |
| Belgrano           | Argentina | 1980-1985 |
| Atlético Paraná    | Argentina | 1986      |
| Fernández Vial     | Chile     | 1986      |
| Lota Schwager      | Chile     | 1987      |
| Provincial Osorno  | Chile     | 1988-1991 |
| Deportes Arica     | Chile     | 1992      |
| Deportes La Serena | Chile     | 1993      |
| Deportes Ovalle    | Chile     | 1994      |

## Palmarés

### Campeonatos nacionales
| Título           | Equipo            | País  | Año  |
| ---------------- | ----------------- | ----- | ---- |
| Segunda División | Provincial Osorno | Chile | 1990 |